# Matouš Radouš
Matouš Radouš (okolo 1550 Chrudim – 6. prosince 1631 Chrudim) byl český malíř, iluminátor a politik působící především v rodné Chrudimi. Na konci 16. století také působil jako chrudimský rychtář, ve stejné době též vytvořil několik desítek knižních miniatur v tzv. Královéhradeckém kancionálu.

## Životopis

### Mládí
Narodil se okolo roku 1550 v Chrudimi do zajištěné měšťanské rodiny. V mládí cestoval po Čechách, Svaté říši římské a Itálii, okolo roku 1570 se pak vrátil do Chrudimi. Zde se stal měšťanem a tešil se zde pověsti vznešeného a vzdělaného muže.

### V Chrudimi
Roku 1594 zakoupil jeden z největších domů ve městě, po Burianovi Kochánkovi z Kochánku. Angažoval se v městské politice: roku 1585 byl zvolen rychtářem a v letech 1599–1622 působil jako obecní starší (konšel). Pod vlivem událostí porážky českého stavovského povstání a nastupující rekatolizace v městské radě v letech 1622–26 pro své evangelické vyznání nezasedal a mandát získal zpět až poté, co roku 1626 přestoupil ku katolické víře. Náležel k nejbohatším chrudimským občanům: půjčoval městské obci značné peněžní částky, za něž pak dostával domy a pozemky, opuštěné válečnými okolnostmi třicetileté války.

### Úmrtí
Zemřel 6. prosince 1631 v Chrudimi. Pohřben byl na hřbitově u kostela sv. Michala. Ve své závěti odpustil obci ještě nezaplacené dluhy.

### Rodina
Byl třikrát ženatý, všechna manželství však zůstala bezdětná.

## Dílo

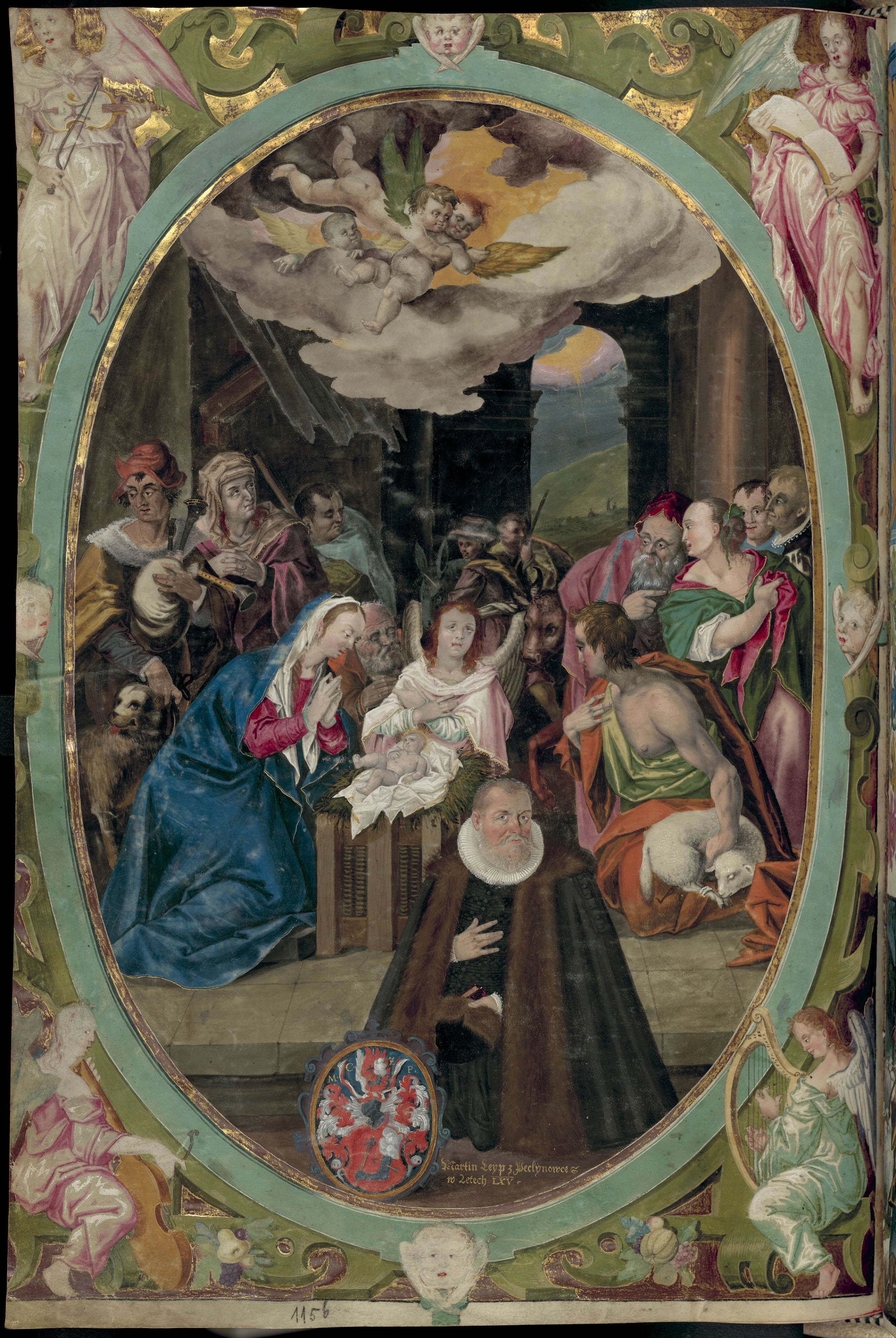
Graduál český: výjev Klanění pastýřů s donátorem Martinem Cejpem z Peclinovce, sbírka Muzea východních Čech v Hradci Králové

Radouš maloval převážně knižní miniatury na pergamen, a také tabulové obrazy, tzv. epitafia. Několik jeho epitafií zachovalo (Morašice, Jezbořice u Pardubic, na hrobce Samuela Lagarina v Chrudimi). Jejich provedení je značně řemeslné, patrně ve snaze, aby zobrazené osoby vypadaly co nejvěrněji. Vytvořil také řadu knižních miniatur, především pro církevní zpěvníky a spisy.
Jeho nejvýznamnějším dílem je pak tzv. graduál český vytvořený v letech 1585–⁠1604. Jedná se o dva folianty zhruba 60 cm vysoké a 40 cm široké. Miniatury jsou vytvořeny slohem, který je kombinací malířství pozdní gotiky a malířství renesance. 
Pravděpodobně se podílel také na vzniku tzv. chrudimského kancionálu, do kterého přispělo více iluminátorů. Jeho malby jsou dochovány v chrudimských kostelech Nanebevzetí Panny Marie a sv. Michala.
Na svých pracích se podepisoval MR. В. Maléř F (Matheus R. Bohemus malíř fecit), MR. Pictor F, MR B F, případně MRB.